# 園田大塚山古墳
園田大塚山古墳（そのだおおつかやまこふん、天狗塚古墳）は、兵庫県尼崎市南清水にあった古墳。形状は前方後円墳。現在では墳丘は失われている。

## 概要
兵庫県東部、藻川西岸の伊丹段丘最南端に築造された古墳である。1937-1938年（昭和12-13年）の土取り作業で墳丘が大きく削平されるとともに遺物が発見され、京都大学考古学教室による緊急調査が実施されている。
墳形は前方部が大きく発達した前方後円形で、前方部を北方向に向けた。墳丘長は42-45メートル、後円部直径は約24メートル、前方部幅は約20メートルを測った。墳丘外表では葺石・円筒埴輪が認められる。墳丘周囲には馬蹄形の周濠が巡らされており、概ね幅約10メートルを測り、前方部前面はやや変形する弓状で幅3-6メートルを測る。埋葬施設は粘土槨で、副葬品として五鈴鏡1・管玉2・蜻蛉玉1・鉄刀3が検出されている。これとは別に礫・木炭を敷いた土壙があり、鉄刀1・刀子3・鉄槍2・鉄鏃・鉄鋸2・鉄斧1・鎌1・馬具一式が出土しているが、この土壙については二次埋葬とする説と副葬品収納施設とする説がある。築造時期は古墳時代後期の6世紀前半頃と推定される。
現地の大塚山古墳公園では、墳丘・周濠部が2分の1の大きさで再現されている。

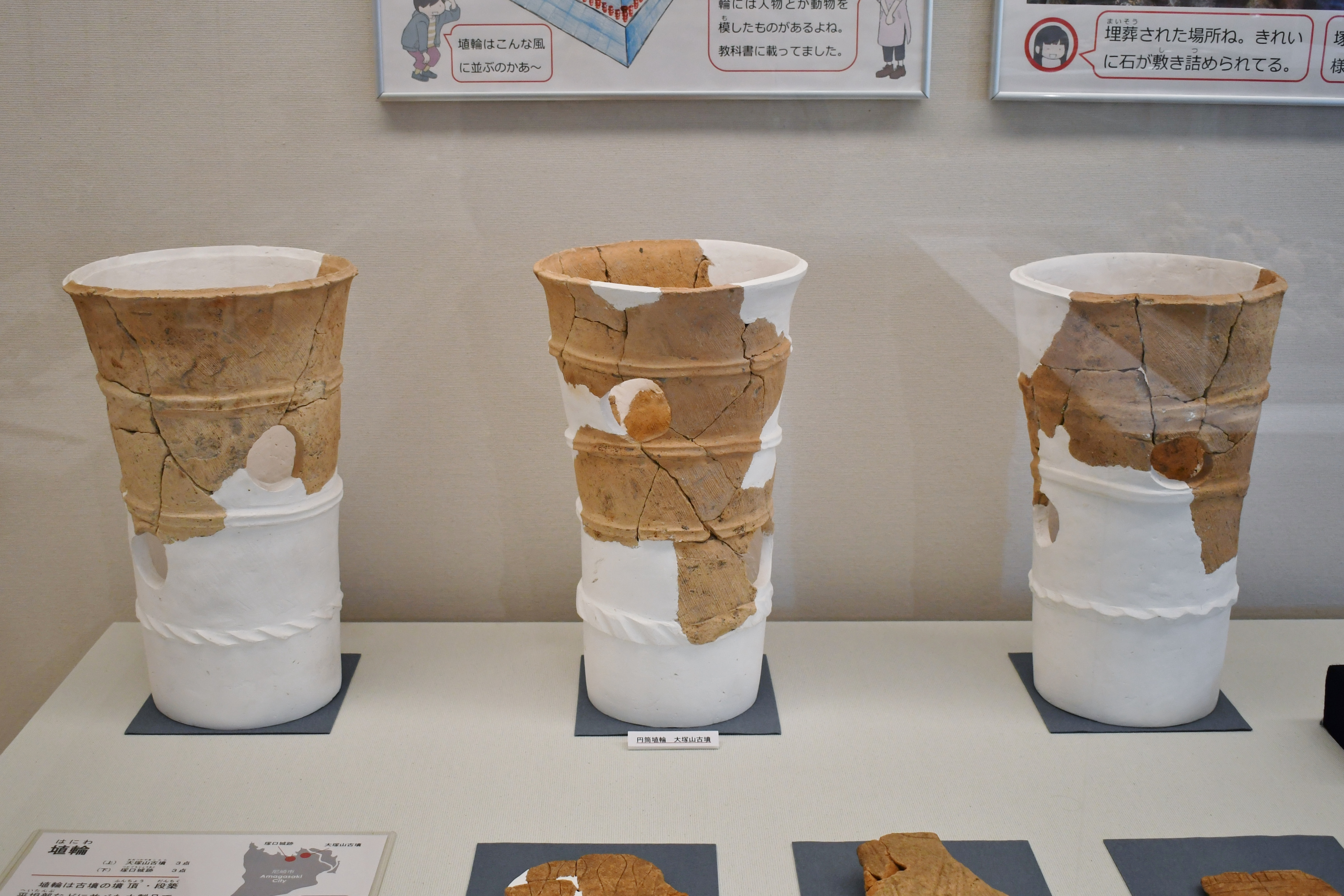
円筒埴輪 尼崎市立歴史博物館展示。

## 関連施設
- 尼崎市立歴史博物館（尼崎市南城内） - 園田大塚山古墳の出土品を保管・展示。

## 周辺

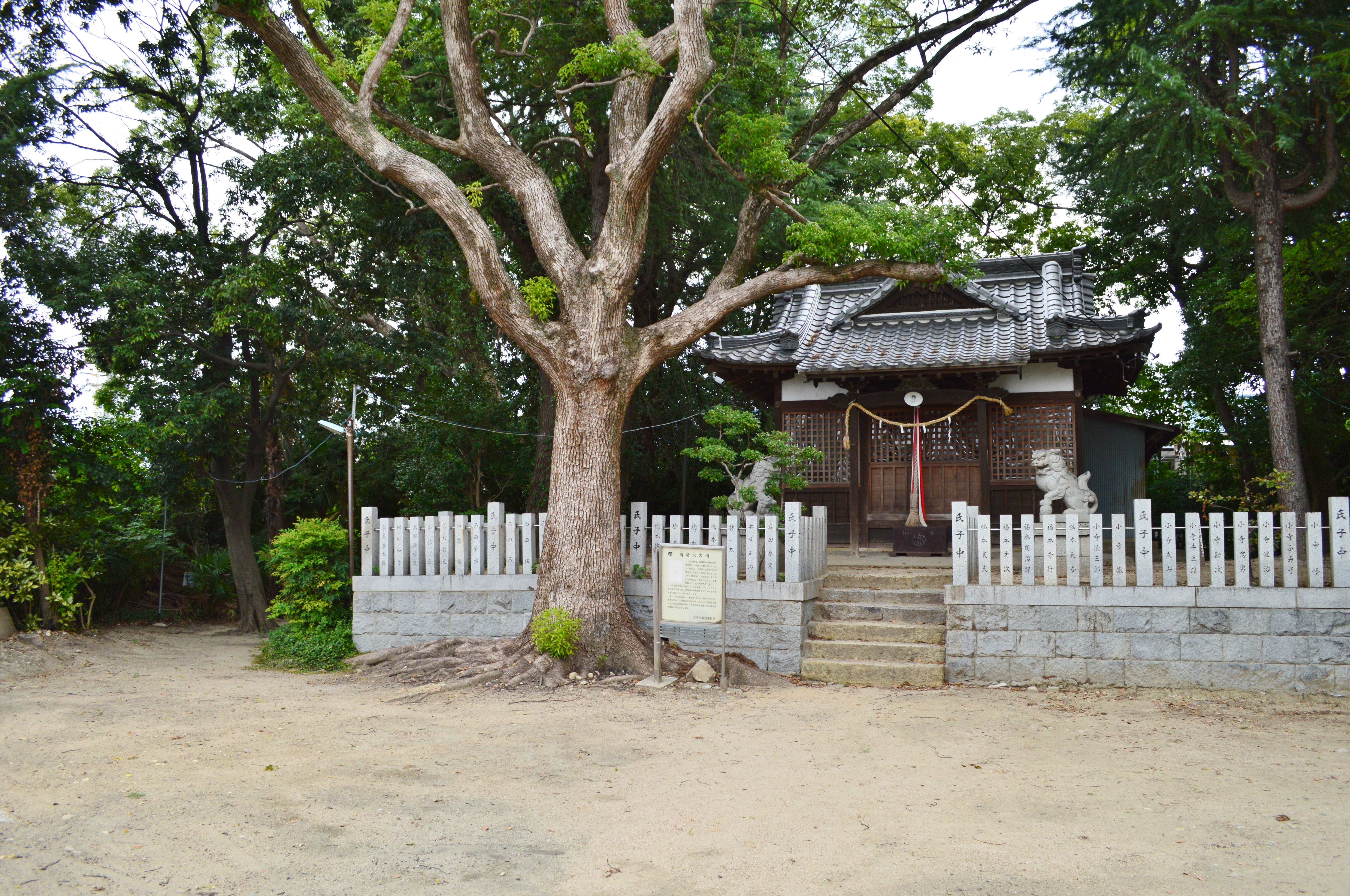
南清水古墳

- 南清水古墳（尼崎市南清水） - 古墳時代中期の帆立貝形古墳[5][6]。